# Leucochlaena extensa
Leucochlaena extensa là một loài bướm đêm trong họ Noctuidae.